# Sršeň
Sršeň (Vespa) je rod blanokřídlého hmyzu, který zahrnuje největší sociální vosy. Některé sršně mohou být až 55 mm (královny sršní mandarínských) dlouhé. V Česku žije jediný druh – sršeň obecná (Vespa crabro).

## Jazyková poznámka
Slovo sršeň je původně rodu mužského, avšak spisovná čeština připouští i rod ženský, tedy ten i ta sršeň. Příruční slovník jazyka českého a Internetová jazyková příručka ÚJČ uvádějí ženský rod jako méně častý, v zoologii je ale preferovaný. Ženský rod převažuje v Čechách, mužský na Moravě. Mezi
lidové názvy dále patří (ten) sršán, sršňák, šršeň, sršleň či (ta) sršňa.

## Rozšíření
Většina sršní žije v jižní a jihovýchodní Asii, kde se podle předpokladu nachází evoluční centrum celého sršního rodu Vespa. V subtropech žije sršeň východní (V. orientalis), jejíž areál leží kromě jižní a střední Asie i na Arabském poloostrově, v severní Africe a také ve Středomoří. V mírném pásmu žije sršeň žlutavá (V. simillima) a sršeň mandarínská (V. mandarinia), které se vyskytují i v Japonsku a na Sibiři, a již zmíněná evropská sršeň obecná, jejíž areál je ze všech sršní nejrozsáhlejší. V nedávné době došlo i k rozšíření sršní na nepůvodní místa – sršeň obecná byla introdukována do Severní Ameriky a sršeň východní na Madagaskar. Sršeň asijská (V. velutina) byla začátkem 21. století zavlečena do západní Evropy a do Koreje.

## Biologie

### Hnízdní biologie
Sršně žijí v hnízdě, jehož základy vybuduje královna-zakladatelka. Jedná se o oplodněnou samici, která přežila zimu hibernujíc v úkrytu, což bývá většinou v dutině dřeva či pod zemí. Ta kusadly nastrouhá kousky dřeva, smíchá je se slinami a ze vzniklé papírové hmoty buduje odshora dolů hnízdo. První potomky vychovává sama do doby, než se vylíhnou dělnice, které postupně převezmou veškerou péči. Těch bývá několik set až několik tisíc, shánět potravu však vylétá jen část z nich. Na podzim pak z hnízda vylétají samci (obdoba včelích trubců) a plodné samičky, které na jaře založí nová hnízda. Společenství sršní na rozdíl od včel nepřežívá zimu, s výjimkou již zmiňovaných budoucích královen. Hnízdní období trvá různě dlouho. Například v Japonsku ho má nejkratší Vespa tropica (asi 4 měsíce) a nejdelší sršeň žlutavá (7 měsíců). Cyklus tropického druhu Vespa basalis trvá až okolo 9 měsíců.

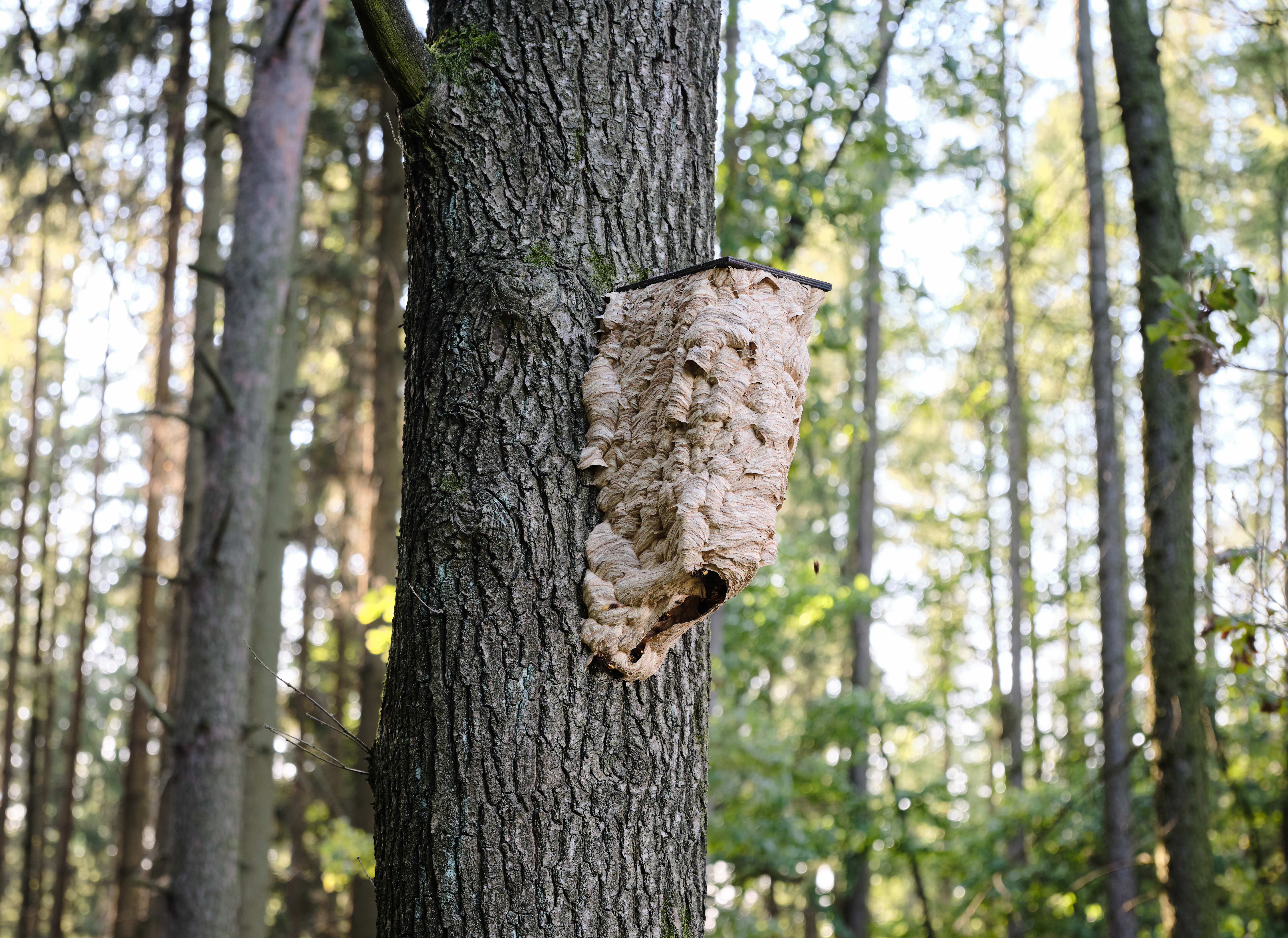
Sršní hnízdo na Náchodsku

Hnízda sršní a dalších rodů z podčeledi Vespinae (Vespula, Dolichovespula) jsou podstatně lépe zakrytá a izolovaná než hnízda vosíků z příbuzné podčeledi Polistinae, což prvně jmenovaným umožňuje udržovat kolonii v chodu i za studených podzimních dnů.
Hnízdní parazitismus je v rámci rodu Vespa poměrně málo rozvinutý (ve srovnání s rody Vespula, Dolichovespula či Polistes). Hnízda jiných sršní občas uzurpují královny druhů Vespa dybowskii a Vespa basalis, u sršně obecné někdy funguje vnitrodruhový sociální parazitismus, kdy se osamocená oplodněná samice snaží zabrat v rané fázi se nacházející hnízdo jiné královny/samice.

### Potrava
Dospělé sršně se živí různými cukernými šťávami (míza, nektar, ovocné šťávy, med, medovice) a zároveň to jsou dravci, kteří pro své larvy loví bezobratlé, především hmyz. Důležitou součástí obživy je tzv. trofalaxe, kdy se dospělci živí na aminokyseliny a sacharidy bohatou tekutinou produkovanou larvami. Jedna sršeň dokáže denně ulovit až několik desítek kusů much či jiného hmyzu. Jednotlivé druhy sršní lze podle zaměření na různou kořist rozdělit na specialisty (loví téměř výhradně jeden druh kořisti), polospecialisty (zaměřují se na několik málo druhů) a generalisty (loví mnoho druhů).

## Jed
Sršně jsou vybaveny žihadlem spojeným s jedovou žlázou, podobně jako ostatní žahadlovití. Jejich žihadlo a jed jim slouží především k lovu, případně k obraně. I když některé tropické druhy sršní jsou útočné a jejich jed může způsobit zdravotní problémy (Vespa luctuosa, Vespa basalis, Vespa mandarinia), jed sršně obecné je mnohonásobně méně toxický než jed včely medonosné. Bodnutí způsobuje bolest, mírné otoky, případně jiné obtíže. Nedojde-li k zasažení jazyka či jícnu, není bodnutí (ani mnohonásobné) pro zdravého člověka nikterak život ohrožující. Bodnutí může být nebezpečné pro přecitlivělé osoby, u kterých hrozí rozvoj anafylaktického šoku. Sršně navíc mají jednu speciální vlastnost – dokáží jed vystřikovat až na vzdálenost 40 centimetrů. Zasáhne-li oči, působí podobně jako pepřový sprej. Občas může zasažení vyvolat zimnici či třesavku, ty však do půl hodiny samy odezní.

## Sršně a člověk
Navzdory rozšířené představě o smrtelně nebezpečném tvorovi je většina druhů sršní neútočná a pro člověka neškodná. Nebezpečné mohou být některé asijské druhy, které se někdy chovají relativně agresivně. Obavy pramení i z velikosti sršně a jejího hlasitého bzučení. Varovné bzučení používá např. pokud se člověk přiblíží k hnízdu a začne se jevit osazenstvu jako nebezpečí. Sršeň také reaguje podrážděně při prudkých otřesech v okolí svého hnízda, manipulaci u výletového otvoru či přehrazení příletové dráhy. V případě, že usedne na člověka, pouze zkoumá, zda není potravou a během pár sekund odletí. Je však nutné se vyvarovat prudkých pohybů, které by ji mohly rozrušit.

## Druhy
Zde je seznam žijících a fosilních druhů sršní. Taxonomie se stále vyvíjí, proto může docházet ke změnám.
- †V. aethale
- V. affinis
- V. analis
- V. basalis
- V. bellicosa
- V. bicolor
- †V. bilineata
- V. binghami
- †V. cayana
- †V. ciliata
- †V. cordifera
- V. crabro – sršeň obecná
- †V. crabroniformis
- V. ducalis
- V. dybowskii
- V. fervida
- V. fumida
- V. luctuosa
- V. mandarinia – sršeň mandarínská
- V. mocsaryana
- V. multimaculata
- †V. nigra
- V. orientalis – sršeň východní
- V. philippinensis
- †V. picea
- V. simillima – sršeň žlutavá
- V. soror
- V. tropica
- V. velutina – sršeň asijská
- V. vivax

## Galerie

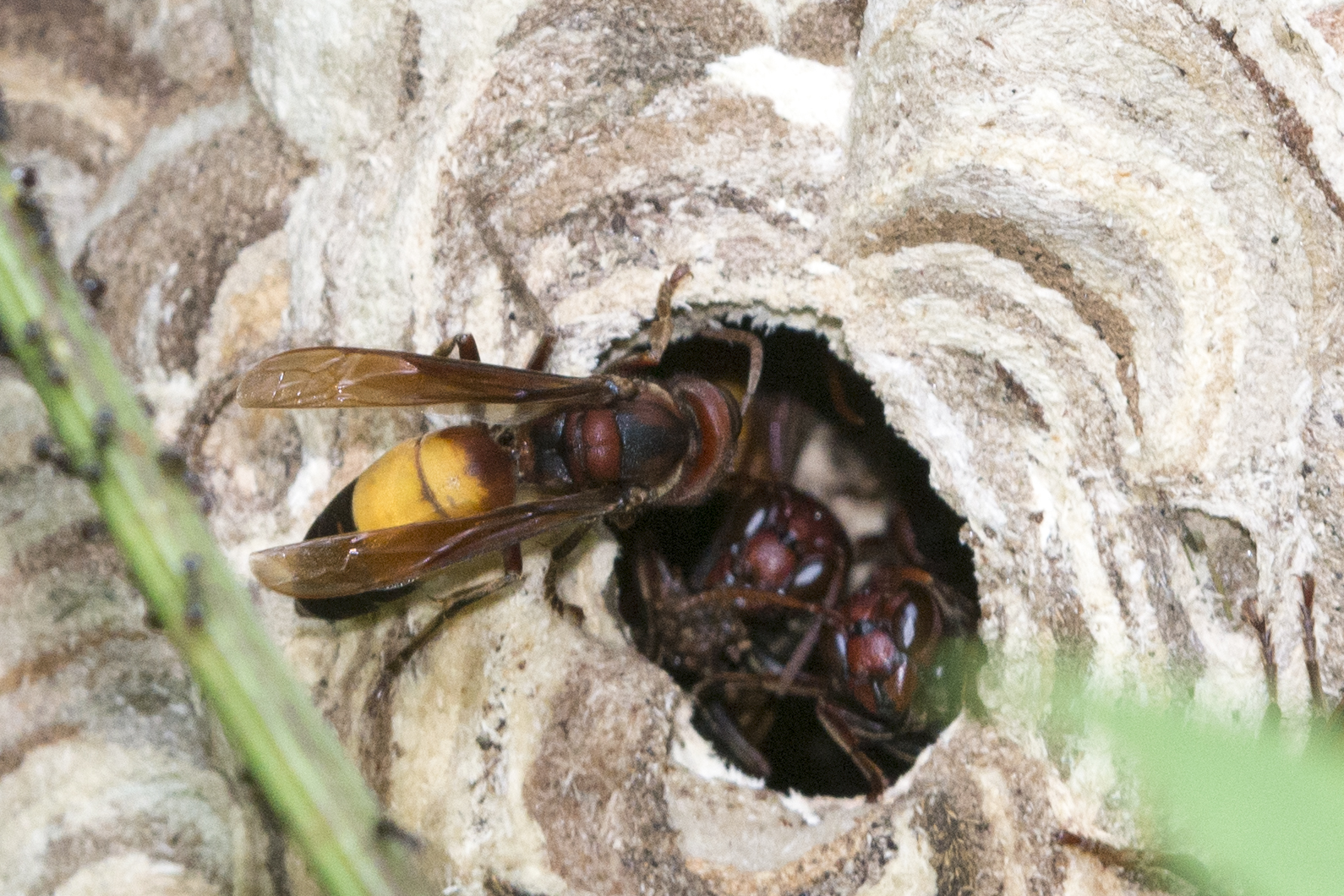
Vespa affinis
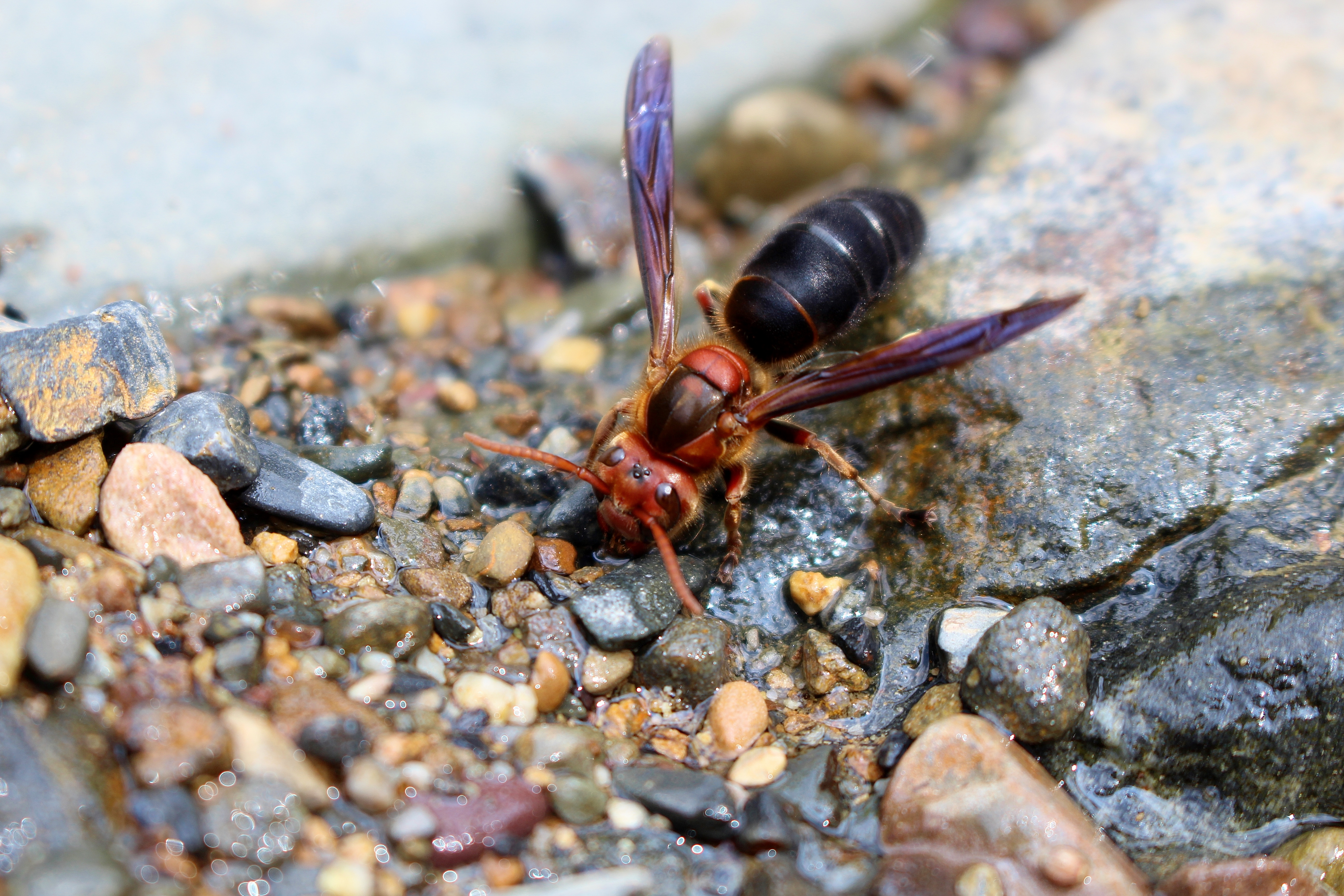
Vespa basalis
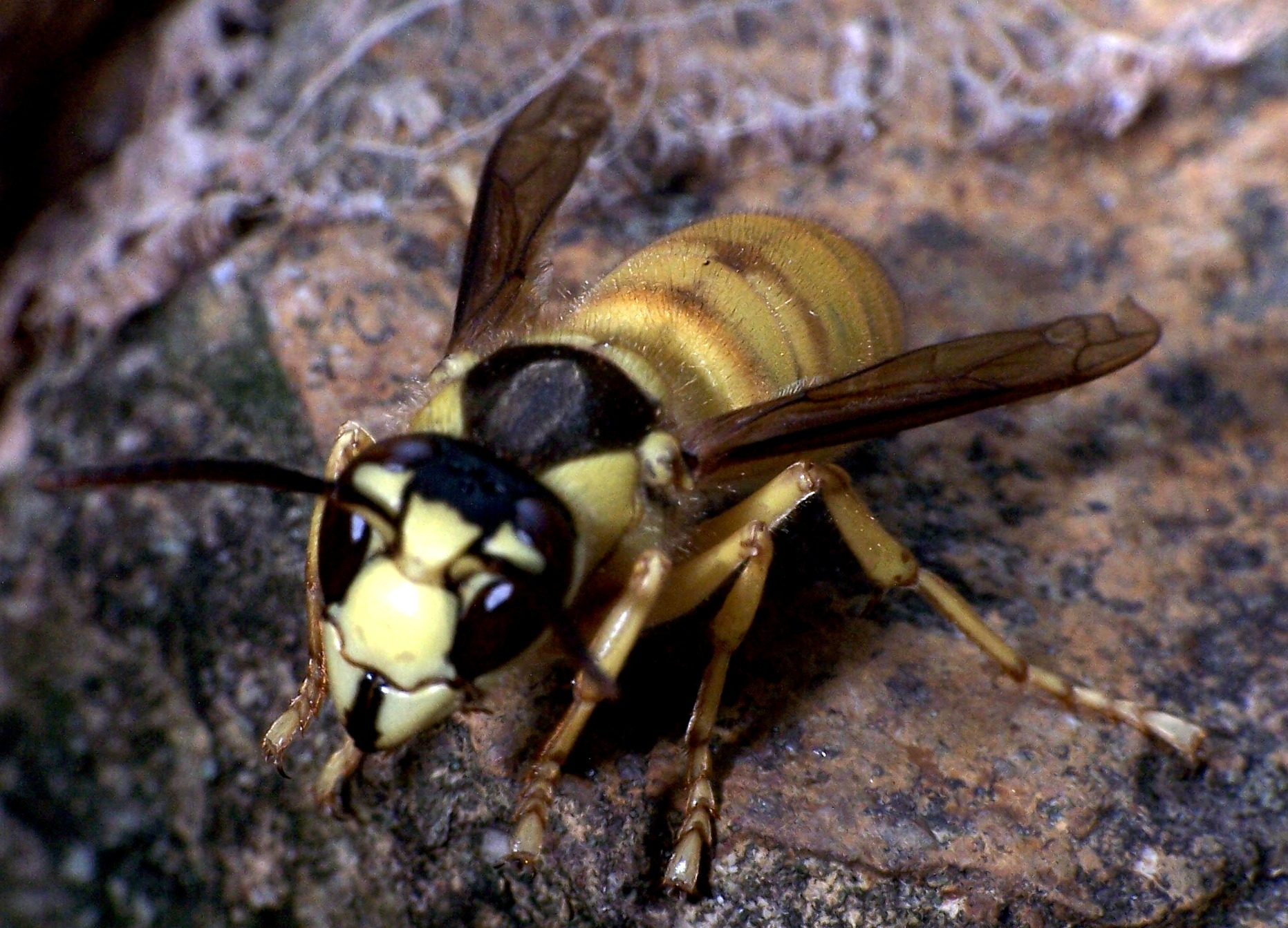
Vespa bicolor
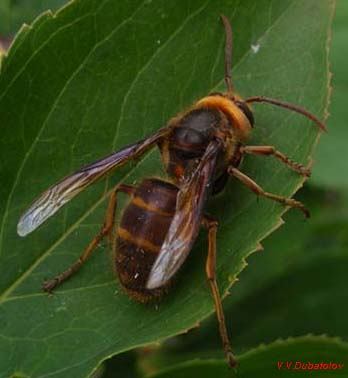
Vespa binghami
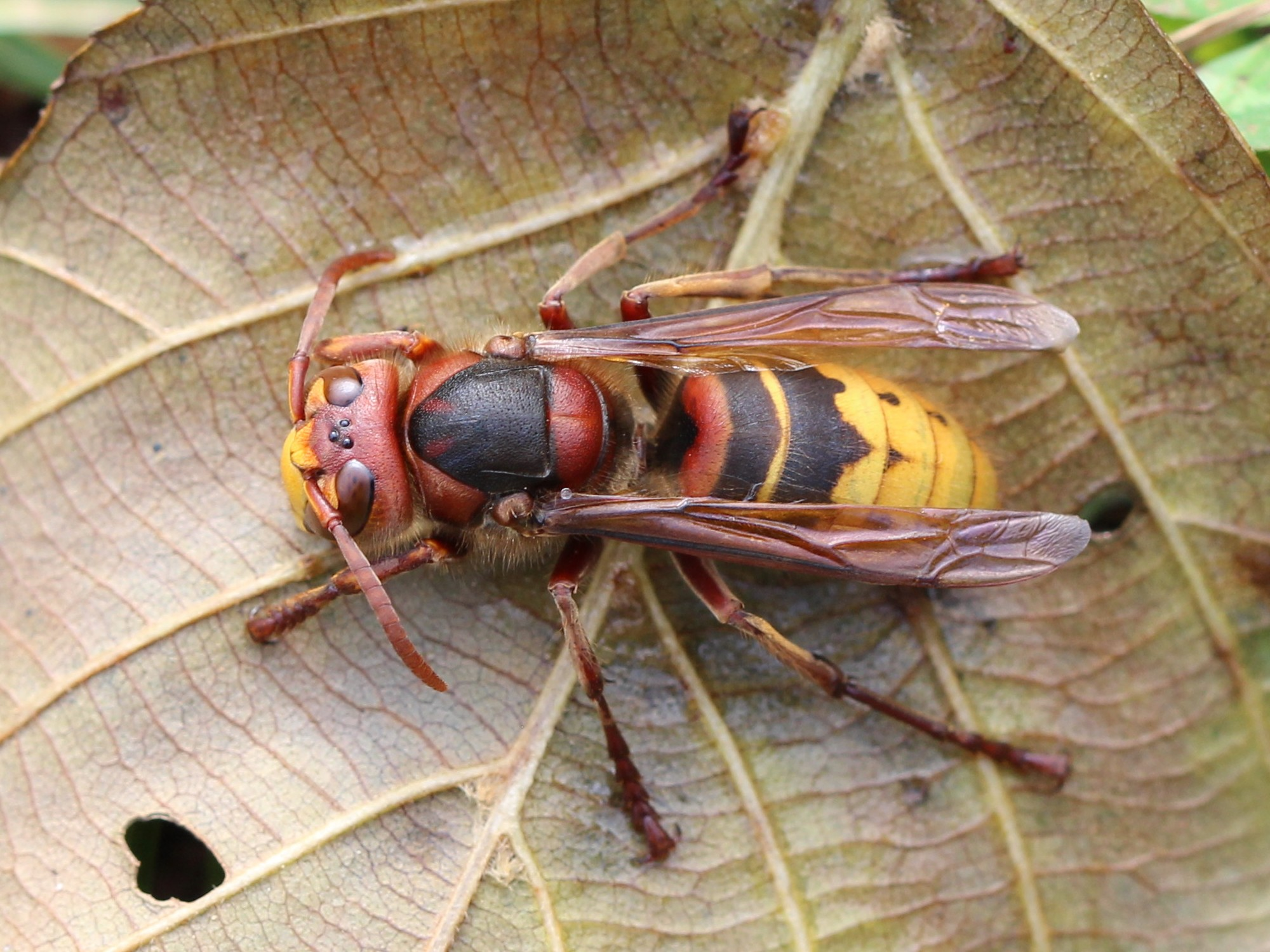
Sršeň obecná (Vespa crabro)
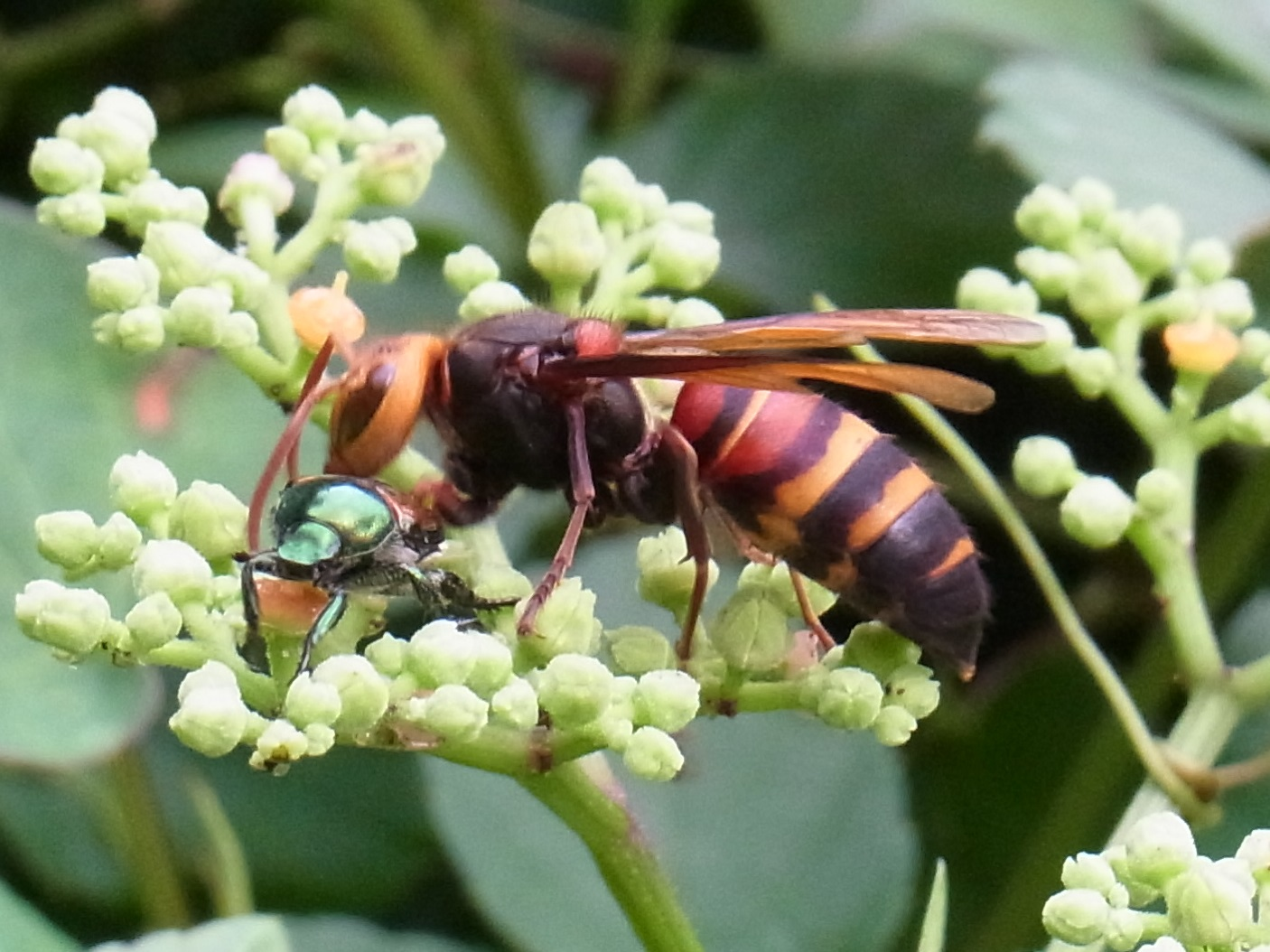
Vespa ducalis
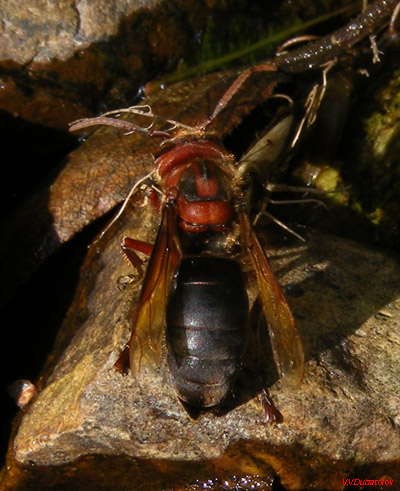
Vespa dybowskii
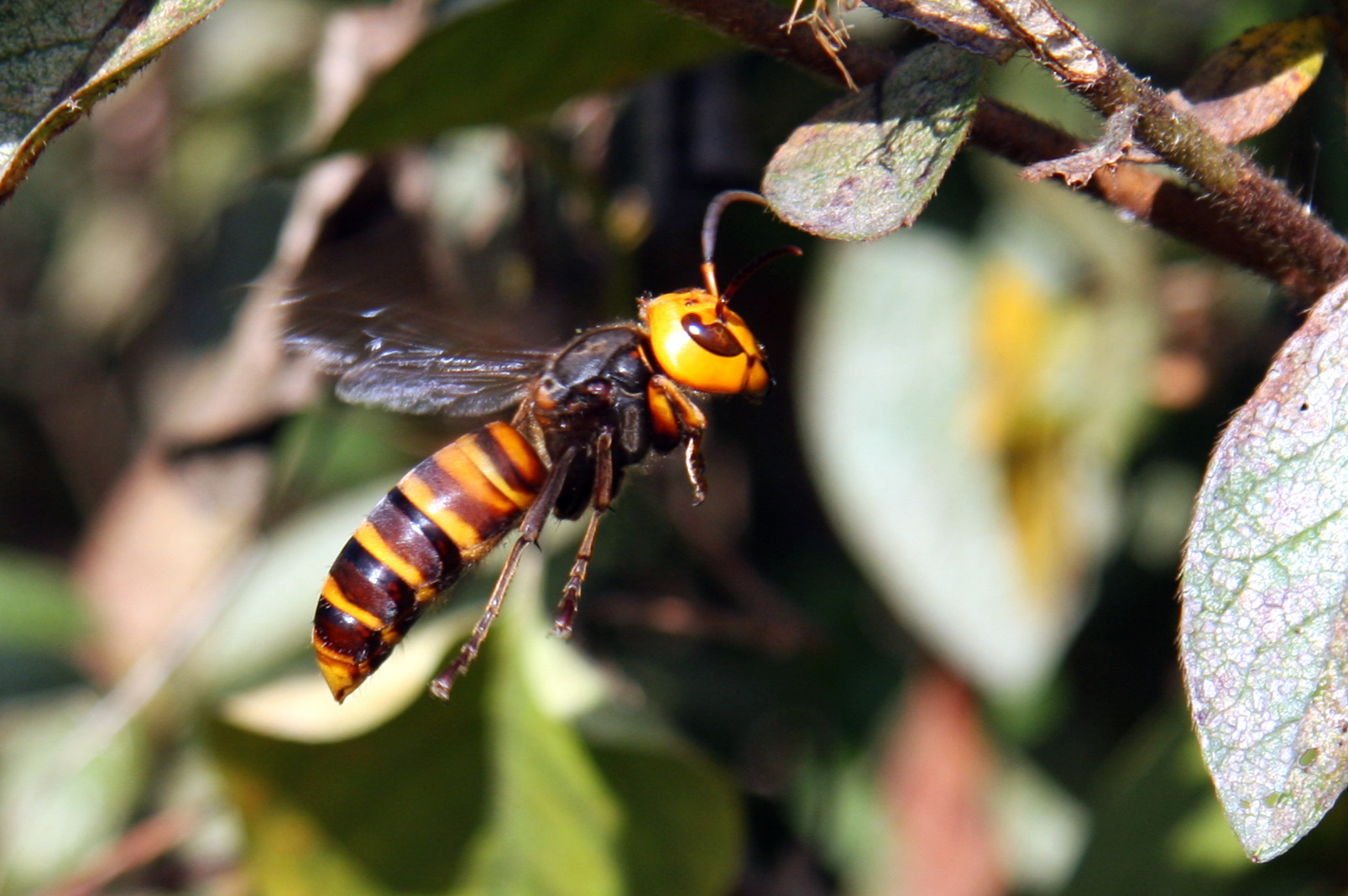
Sršeň mandarínská (Vespa mandarinia)
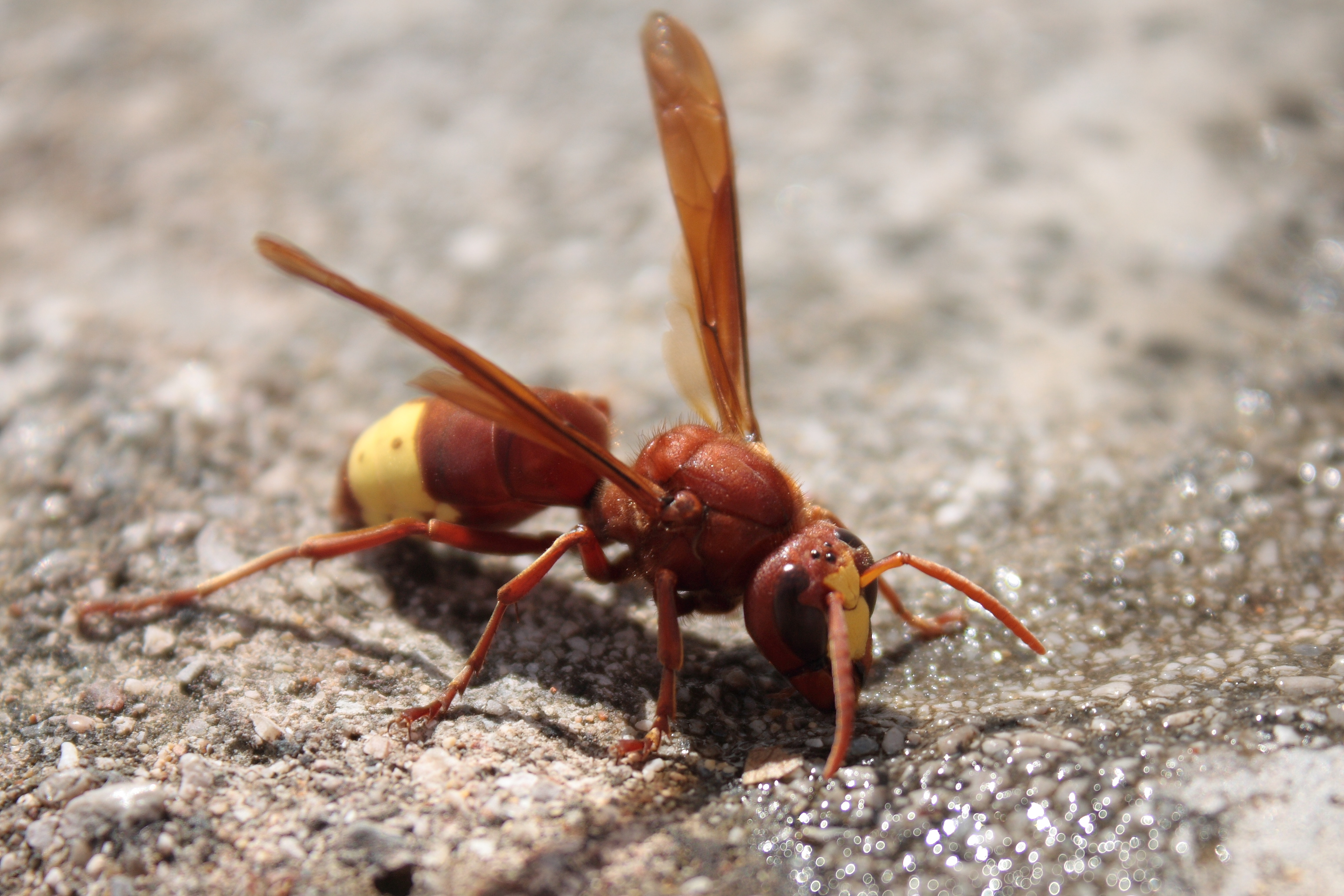
Sršeň východní (Vespa orientalis)
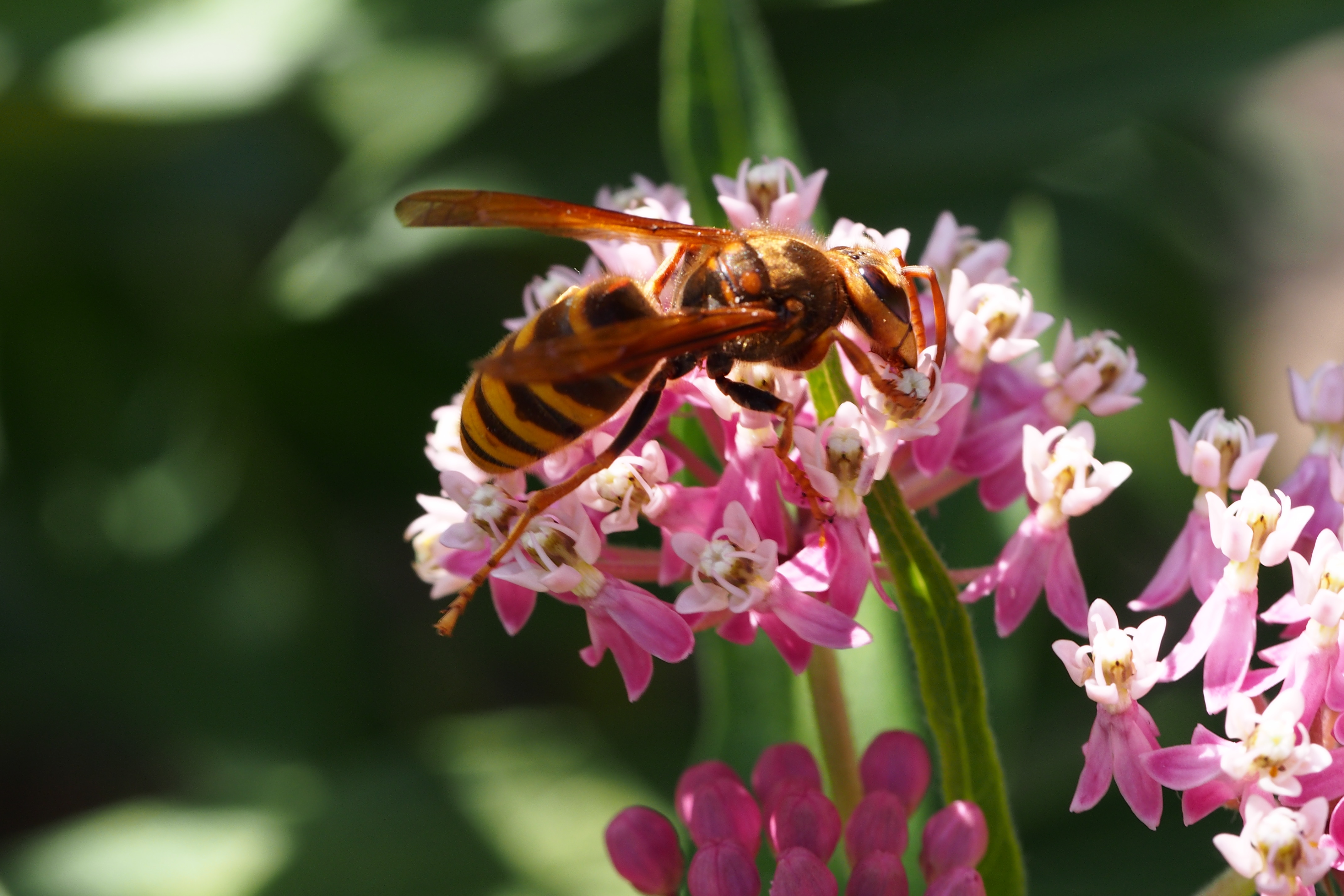
Sršeň žlutavá (Vespa simillima)
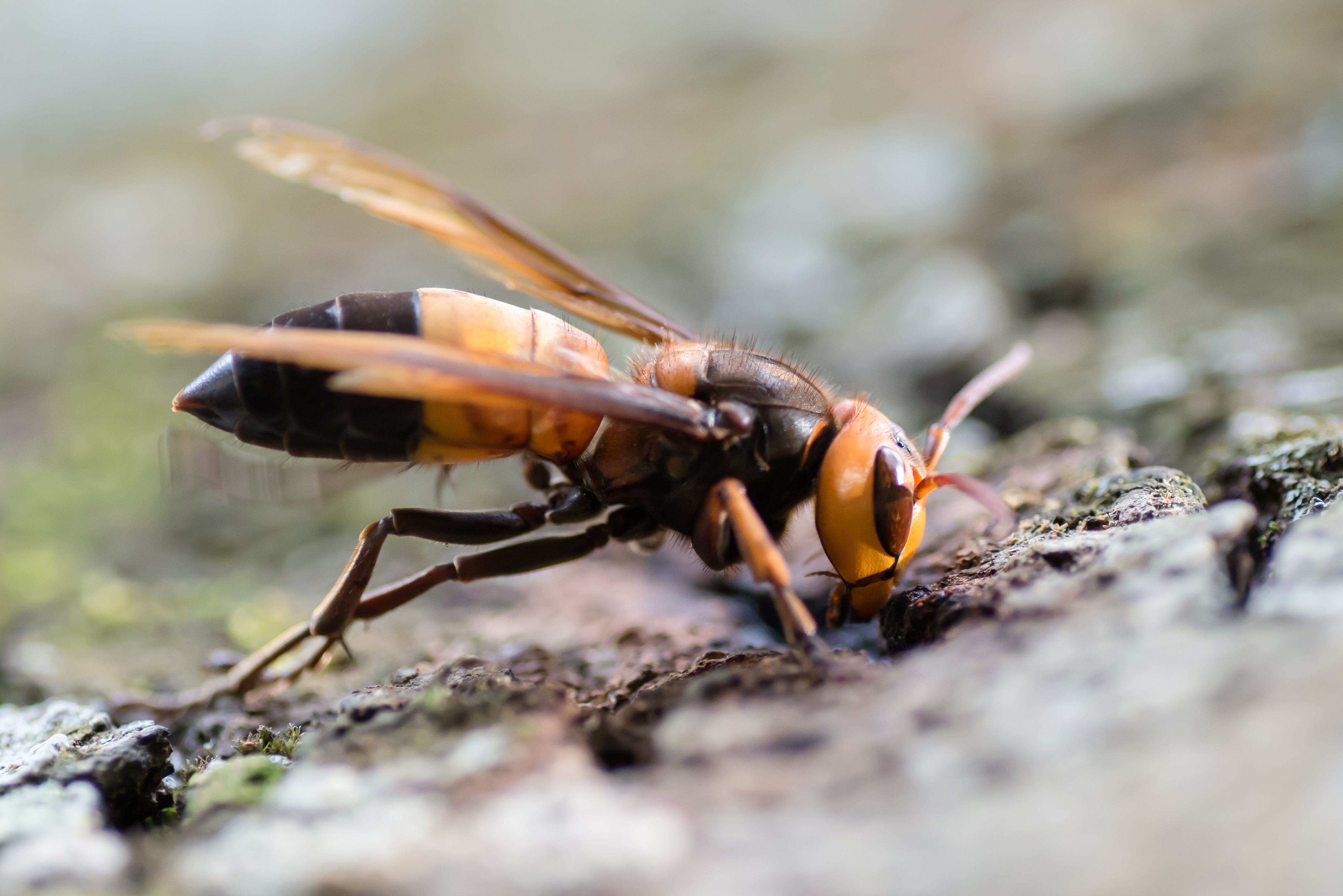
Vespa soror
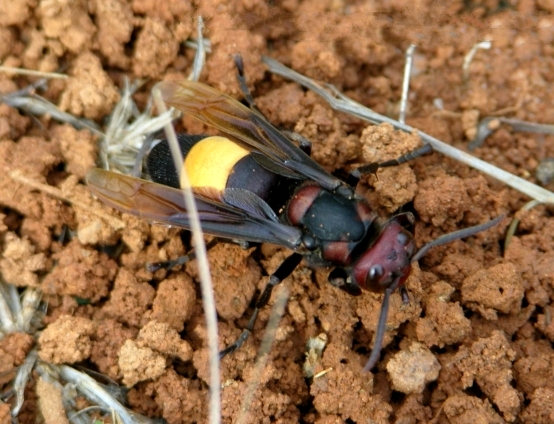
Vespa tropica
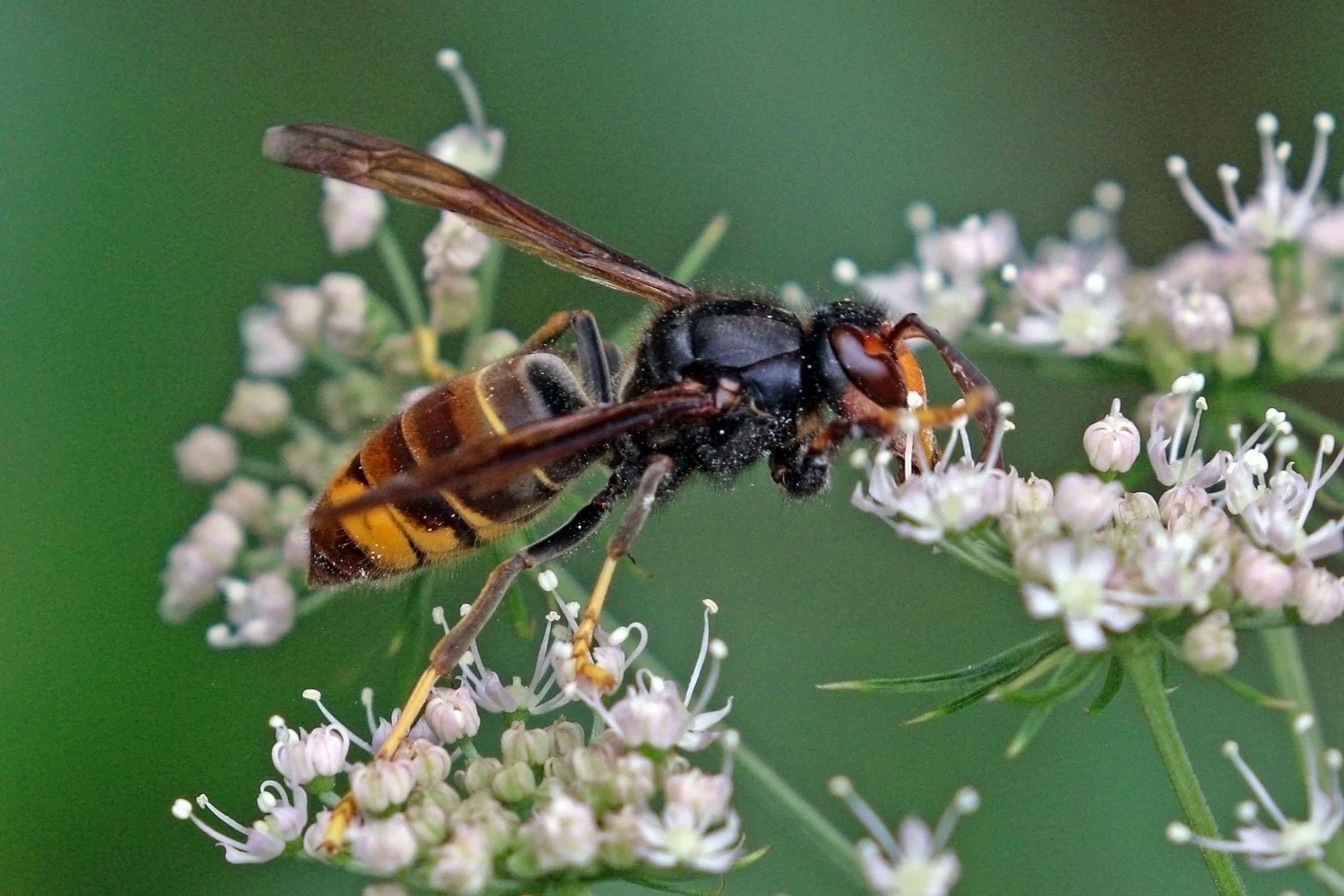
Sršeň asijská (Vespa velutina)